# Me~teru no Kimochi
Me~teru no Kimochi (め～てるの気持ち,?) también conocido como Love Laughs at Locksmiths (lit. El amor se ríe de Cerrajeros), es un manga escrito e ilustrado por Hiroya Oku, más conocido por su trabajo Gantz. El manga fue lanzado en la revista Weekly Young Jump publicada por la editorial Shueisha desde 2006 hasta 2007.

## Argumento
La historia se refiere a un problema común en Japón conocido como hikikomori, un problema de reclusión social.
Koizumi Shintarou es un hombre de 30 años que se ha estado aislado en su habitación durante 15 años. Su padre, un hombre viudo de 57 años, Koizumi Yasujirou, a quien Shintarou culpa de su condición, le ha traído durante todo ese tiempo la comida y mangas para leer; además, ha tratado de animarlo a salir, pero sin éxito alguno. 
Un día Shintarou le promete a su padre que saldrá de su confinamiento, pero solo si él se consigue una novia. Esto se hace realidad cuando Yasujirou se compromete con una joven mujer de gran belleza con la que trabaja, llamada Haruka, pero tal proeza no convence a Shintarou que sigue con su aislamiento. Su padre desiste de su hijo y se casa con Haruka, pero al poco tiempo muere por un cáncer ya avanzado, dejando al ermitaño de su hijo para lidiar con una mujer más joven que él, causando a futuro una indecente atracción hacia su madrastra, que vivirá  en su casa y cuidará de él.